# Sebastião de Bourbon e Bragança
Sebastião de Bourbon e Bragança (Rio de Janeiro, 4 de novembro de 1811 – Madrid, 13 de janeiro de 1875), conhecido como "o Infante Carioca", foi um Infante da Espanha e de Portugal, nascido no Rio de Janeiro, Brasil. Ficou conhecido por seu apoio inicial ao carlismo e sua participação na Primeira Guerra Carlista.

## Biografia
Dom Sebastião nasceu no Rio de Janeiro, no Brasil, onde a família real portuguesa se refugiou durante as  invasões napoleônicas. Sebastião logo recebeu o título de Infante de Portugal por Alvará em 9 de dezembro de 1811, e não seria até 1824 que seu tio-avô, Fernando VII, lhe concederia o título e as honras de Infante da Espanha.

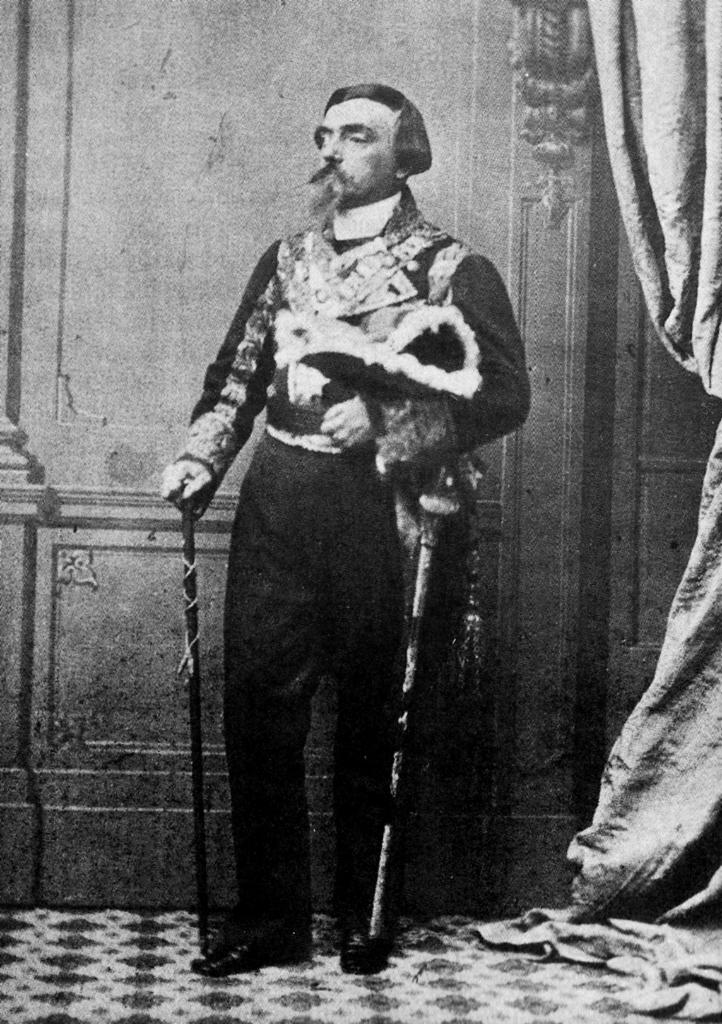
Infante Dom. Sebastião de Bourbon e Bragança (1811-1875)

Filho único do infante Pedro Carlos da Espanha e Portugal e da infante Maria Teresa de Portugal, seus avós paternos eram o infante Gabriel, filho favorito de Carlos III de Espanha, e a infanta Mariana Vitória de Portugal, ambos falecidos em 1788. Seus avós maternos eram o rei D. João VI de Portugal e a infanta Carlota Joaquina da Espanha. Consequentemente, as gerações imediatas da genealogia de Sebastião eram claramente hispano-portuguesas, e o grau de consanguinidade na família era muito alto. Seu pai, nascido na Espanha, viveu praticamente toda a sua vida com a família real portuguesa, recebendo ainda muito jovem o título de Infante de Portugal.
Órfão do pai um ano após seu nascimento, em 1814 a família real portuguesa iniciou o regresso a Portugal, embora Sebastião e a sua mãe tenham permanecido no país tropical até 1821; No entanto, ao regressar, Maria Teresa instalou-se em Madrid, onde reivindicou para o filho a grande herança que por lei lhe correspondia.

## Ativismo carlista
Fiel ao falecido rei Fernando VII e sua filhinha, que tinha apenas três anos na época de sua ascensão ao trono. Sua mãe, Maria Teresa, iniciou então uma longa correspondência carregada de chantagem emocional para fazer seu filho mudar de lado.

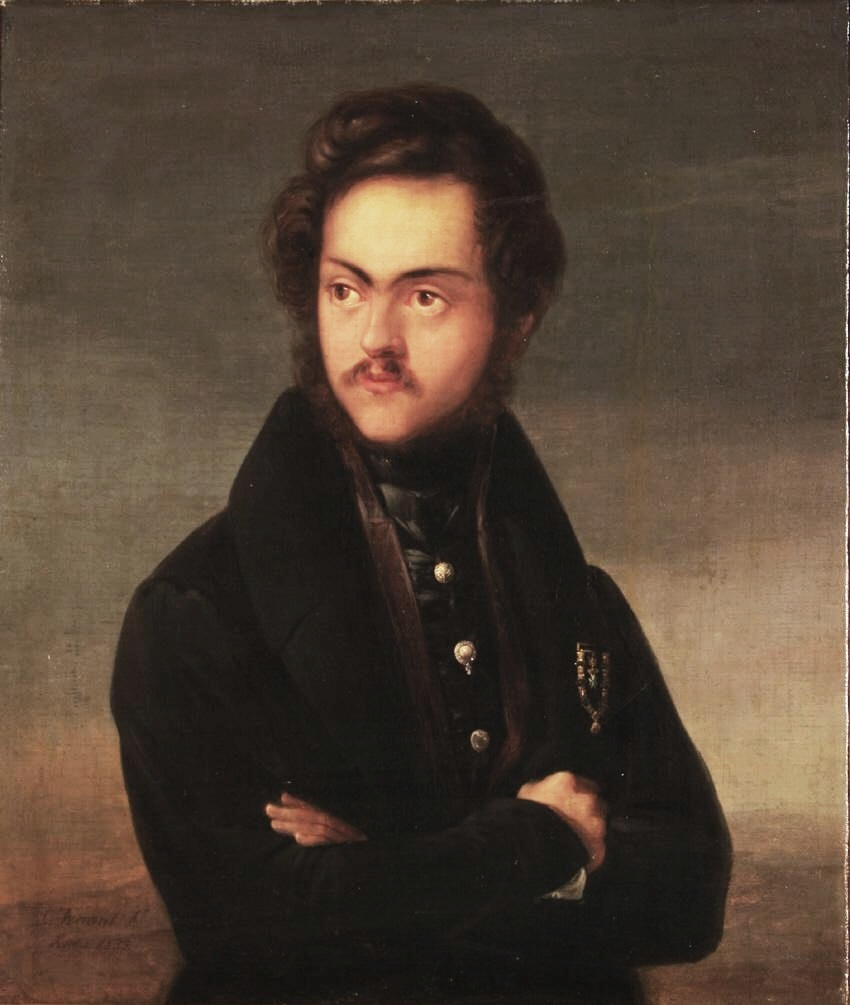
Sebastião GabrielPor Luis Ferrant y Llausas, 1835

A fidelidade de Sebastião não durou muito, que sob um falso pretexto foi para Barcelona e de lá para Nápoles, para a corte de seu cunhado, Fernando II das Duas Sicílias. Voltou a Barcelona para liderar uma campanha militar que acabou fracassando, e novamente teve que retornar à capital napolitana. De lá seguiu para Leybach, onde conheceu D. Carlos e sua família. Disfarçado de comerciante inglês, Sebastião entrou novamente na Espanha pela cidade de Zugarramurdi, onde foi nomeado ajudante de campo de Dom Carlos e mais tarde tornou-se o quartel-general do exército carlista.
Durante a Primeira Guerra Carlista, D. Sebastião foi excluído da linha de sucessão ao trono espanhol, por decreto real ratificado pela regente Maria Cristina, por ser um rebelde contra Isabel II. Seus títulos espanhóis foram também tomados. As mesmas medidas atingiram sua mãe, D. Maria Teresa; seu padrasto, D. Carlos; e os filhos deste.
O infante participou da batalha de Oriamendi (1837), bem como em Huesca e Barbastro, sitiou Bilbao e chegou a Castilla la Nueva. Em 1838 sua mãe, a Princesa da Beira, casou-se com Dom Carlos em Azcoitia, tornando-se assim rainha dos carlistas. Em 1839 a Primeira Guerra Carlista chegou a um fim abrupto, e Sebastião viveu desde então no Palácio Real de Nápoles com sua esposa.
Após a morte de Dom Carlos em 1855 e de sua própria esposa em 1857, Sebastião começou a considerar seu retorno à Espanha. Seu primeiro casamento não deixou descendência, e então Sebastião escreveu à prima, a rainha Isabel II, implorando a permissão necessária para se estabelecer novamente em Madri. Em 12 de junho de 1859, perante Salvador Bermúdez de Castro, Ministro da Espanha em Nápoles, cidade de residência do infante; ele jura fidelidade a rainha.
Sua chegada foi marcada pela aspereza de sua mãe, que não o perdoou pela traição de abandonar a causa carlista, e ainda mais quando Sebastião se casou novamente com a irmã mais nova do rei consorte.
Desde então, Dom Sebastião, que foi restituído às honras de Infante da Espanha, viveu tranquilamente na corte, fora das maquinações carlistas e sempre fiel à sobrinha e agora cunhada. Ele se dedicou a inúmeras boas ações e se tornou um personagem muito popular na corte. Em 1861, uma valiosa coleção de arte que havia sido apreendida em 1835 foi devolvida a ele; entre seus tesouros estava o já famoso Bodegón de casa, hortalizas y fruta de Juan Sánchez Cotán, que foi incorporado ao Museu do Prado por compra em 1991.

## Exílio e morte
Em 1868 uma revolução derrubou sua sobrinha, e Dom Sebastião teve que deixar a Espanha mais uma vez com sua família, indo residir em Paris. Apoiou o sobrinho, Afonso XII, na luta pelo trono espanhol após a abdicação da mãe em 1873. A morte da mãe, a Princesa da Beira, em 1874, prejudicou a sua saúde, vindo a falecer em Pau, França, a 14 de fevereiro do ano seguinte. Em 23 de junho de 1875 foi sepultado no Panteão dos Infantes do Mosteiro de El Escorial, na sétima câmara sepulcral.

## Casamentos e descendência
Sebastião casou-se primeiro com sua prima, a princesa Maria Amália das Duas Sicílias, mas o casamento, que durou várias décadas, não teve filhos. Ao ficar viúvo aos 50 anos, casou-se novamente, em 19 de novembro de 1860, com sua prima, a Infanta Maria Cristina da Espanha, sobrinha de sua primeira esposa, e duas décadas mais jovem. Seus três filhos mais velhos, todos dinastas espanhóis até seus casamentos, receberam ducados.
Seus filhos, considerados membros da Casa de Bourbon e Bragança, foram:
- Dom Francisco de Bourbon e Bragança, 1.º Duque de Marchena (Madrid, 1861 – Neuilly-sur-Seine, 1923), casou-se com María del Pilar de Muguiro y Beruete, 1.ª Duquesa de Villafranca de los Caballeros, com descendência.[11]
- Dom Pedro de Alcântara de Bourbon e Bragança, 1.º Duque de Dúrcal (Madrid, 1862 – Paris, 1892), casou-se com María de la Caridad de Madán y Uriondo, com descendência.
- Dom Luís de Jesus de Bourbon e Bragança, 1.º Duque de Ansola (Madri, 1864 – Argel , 1889), casou-se com Ana Germana Bernaldo de Quirós y Muñoz, 1.ª Marquesa de Atarfe, neta da rainha Maria Cristina e seu segundo marido, Agustín Fernando Muñoz y Sánchez.
- Dom Afonso de Bourbon e Bragança (Madrid, 1866 – Madrid, 1934), casou-se com Julia Méndez y Morales, rejeitou o título ducal que lhe foi oferecido e retirou-se do círculo familiar. Ele não foi para o exílio após a proclamação da Segunda República Espanhola e morreu em Madri.[12]
- Dom Gabriel Jesus de Bourbon e Bragança (Pau, 1869 – Madri, 1889), era surdo de nascença e morreu jovem.